# Histoire précoloniale du Québec

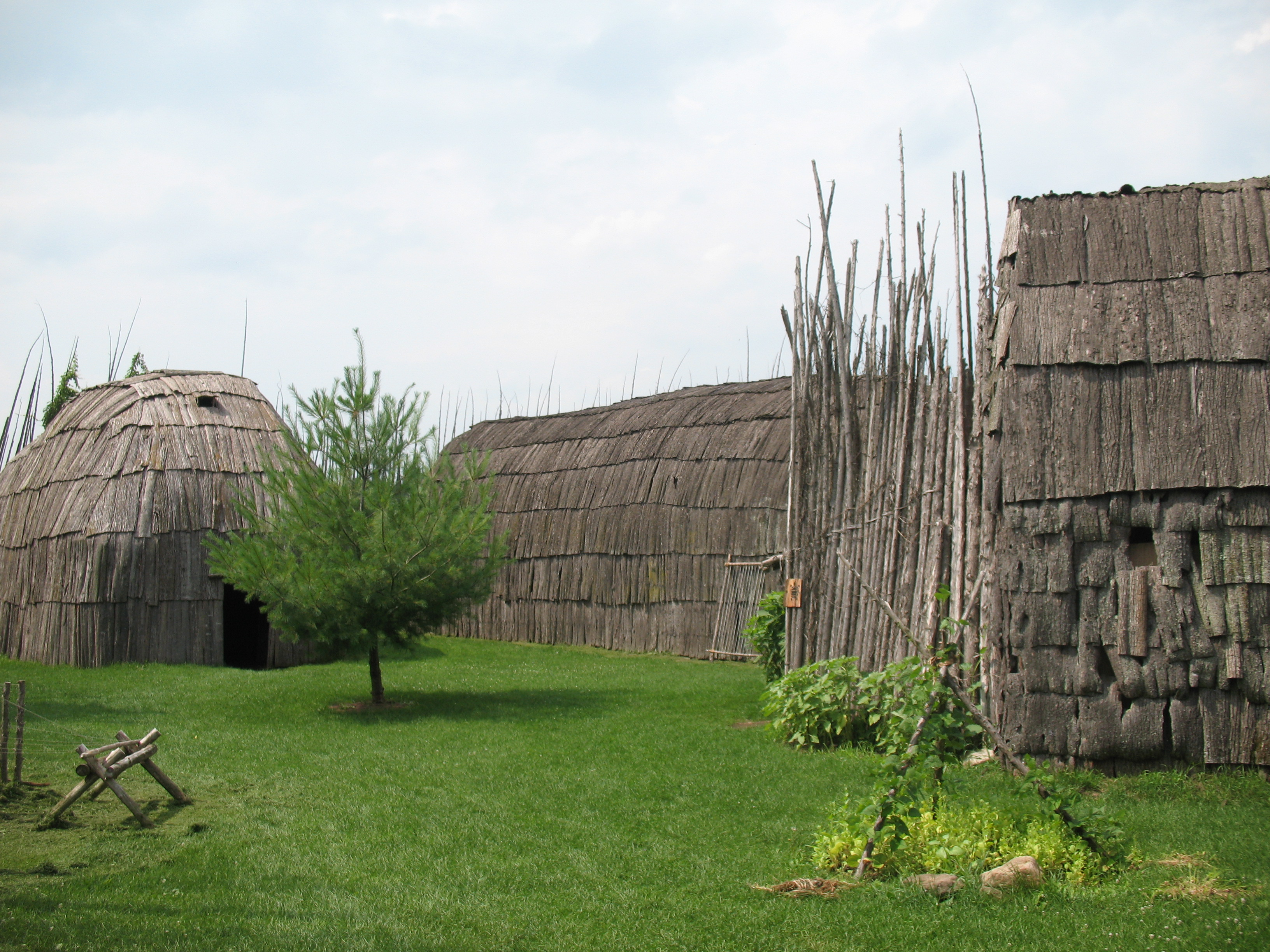
Site archéologique de Droulers-Tsiionhiakwatha

L'Histoire précoloniale du Québec est la période qui précède la fondation de la Nouvelle-France au Québec. Elle inclut la Préhistoire et la Protohistoire du Québec. Cette histoire repose sur les recherches archéologiques, la tradition orale des peuples autochtones et les récits des premiers explorateurs.
Les traces les plus anciennes de peuplement du Québec remontent à la fin de la dernière période glaciaire, il y a environ 12 500 ans. Les premiers habitants connus du territoire sont les Paléoindiens, qui deviendront au cours des millénaires les peuples autochtones du Québec. Bien que le golfe du Saint-Laurent soit fréquenté par les pêcheurs basques dès le début du XVIe siècle, il faut attendre 1534 pour que l'explorateur Jacques Cartier réclame le territoire au nom du roi de France en plantant une croix à Gaspé. La création de Québec le 3 juillet 1608 marque le début de l'implantation française permanente sur le territoire et la réelle fondation de la Nouvelle-France.

## Le Paléoindien (12500 à 8000 ans AP)
| Paléoindien (12500 à 8000 AP) | Paléoindien (12500 à 8000 AP) | Archaïque (8000 à 3000 AP) | Sylvicole (3000 à 500 AP) |
| ----------------------------- | ----------------------------- | -------------------------- | ------------------------- |

| Retrait de la Mer de Champlain | Peuplements nomades | Agriculture |

### Premiers peuplements connus au Québec
Il y a 15 000 ans, le Québec était entièrement couvert par un glacier d'un kilomètre d'épaisseur appelé l'Inlandsis laurentidien.
| |  |                                   |
| Les premiers humains au Québec étaient des groupes de chasseurs de caribou et autres grands cervidés |  | Pointe à cannelure de type Clovis |

Les Cantons-de-l'Est ont été le premier endroit au Québec à être libéré des glaces. La première preuve d'occupation humaine sur le territoire québécois date de 12 000 ans avant notre ère et a été découverte sur le site archéologique de Cliche-Rancourt, situé sur les rives du Lac aux Araignées, dans la municipalité de Frontenac en Estrie, entre 2003 et 2012,. Les plus anciens objets archéologiques du Québec trouvés sur ce site sont sept pointes à cannelure datant du Paléoindien ancien et ayant probablement servi à la chasse au caribou et autres grands cervidés. Les premiers habitants du Québec étaient des groupes de chasseurs nomades qui ont migré de l'Ouest du continent nord-américain vers l'Est à mesure que les glaces se retiraient progressivement pendant la dernière période glaciaire. À l'époque, le climat du sud du Québec était de type toundra.

### Paléoindien récent et culture planoïenne
Au fur et à mesure que les glaciers se retirèrent, les basses terres émergèrent, le climat devint plus doux et la végétation poussa lentement, permettant une exploration progressive du territoire québécois. On a découvert plus de cinquante sites archéologiques témoignant de la présence humaine au Québec durant la période du Paléoindien récent, entre 10 000 et 8 000 ans avant aujourd'hui. Les principaux sites se trouvent le long du fleuve Saint-Laurent, en Gaspésie (La Martre et Sainte-Anne-des-Monts), dans le Bas-Saint-Laurent (Rimouski), dans la région de Québec (Saint-Augustin-de-Desmaures et Lévis), dans le Haut-Saint-Laurent (Île Thompson et Lacolle), et dans le bassin de la rivière Saint-François (Frontenac, Bromptonville et Weedon) .
Le Paléoindien récent au Québec est étroitement associé à la dissémination des cultures Plano sur le continent nord-américain. La technologie planoïenne est caractérisée par son usage pointes lancéolées, de pointes à retouches parallèles et par son rejet des pointes à cannelure. Les pointes sont utilisées principalement comme pointe de lance pour la chasse ou comme couteau. Déjà en 1994, les archéologues du Québec recensaient sept sites archéologiques Planos le long du fleuve Saint-Laurent, entre Rimouski et la pointe de la Gaspésie. Une pointe Plano découverte au site archéologique de l'Île Thompson, dans le Lac Saint-François à la frontière avec l'Ontario, aurait vraisemblablement été produite en Gaspésie à 800 kilomètres en aval sur le fleuve Saint-Laurent. Sa composition serait semblable à celles retrouvées à Sainte-Anne-des-Monts. En Estrie, en plus du site Cliche-Rancourt, des découvertes archéologiques réalisées au site archéologique Gaudreau au début des années 2010, situé près de Weedon, à la confluence de la rivière Saint-François et de la rivière au Saumon, montrent que le bassin versant de la rivière Saint-François est fréquenté depuis près de 10 000 ans par des chasseurs nomades.

## L'Archaïque(6000 à1000av. J.-C.)
| Paléoindien (10500 à 6000 av. J.-C.) | Archaïque (6000 à 1000 av. J.-C.) | Sylvicole (1000 av. J.-C. à 1500 ap. J.-C.) |
| ------------------------------------ | --------------------------------- | ------------------------------------------- |

| Retrait de la Mer de Champlain | Peuplements nomades | Agriculture |

 (mars 2018).

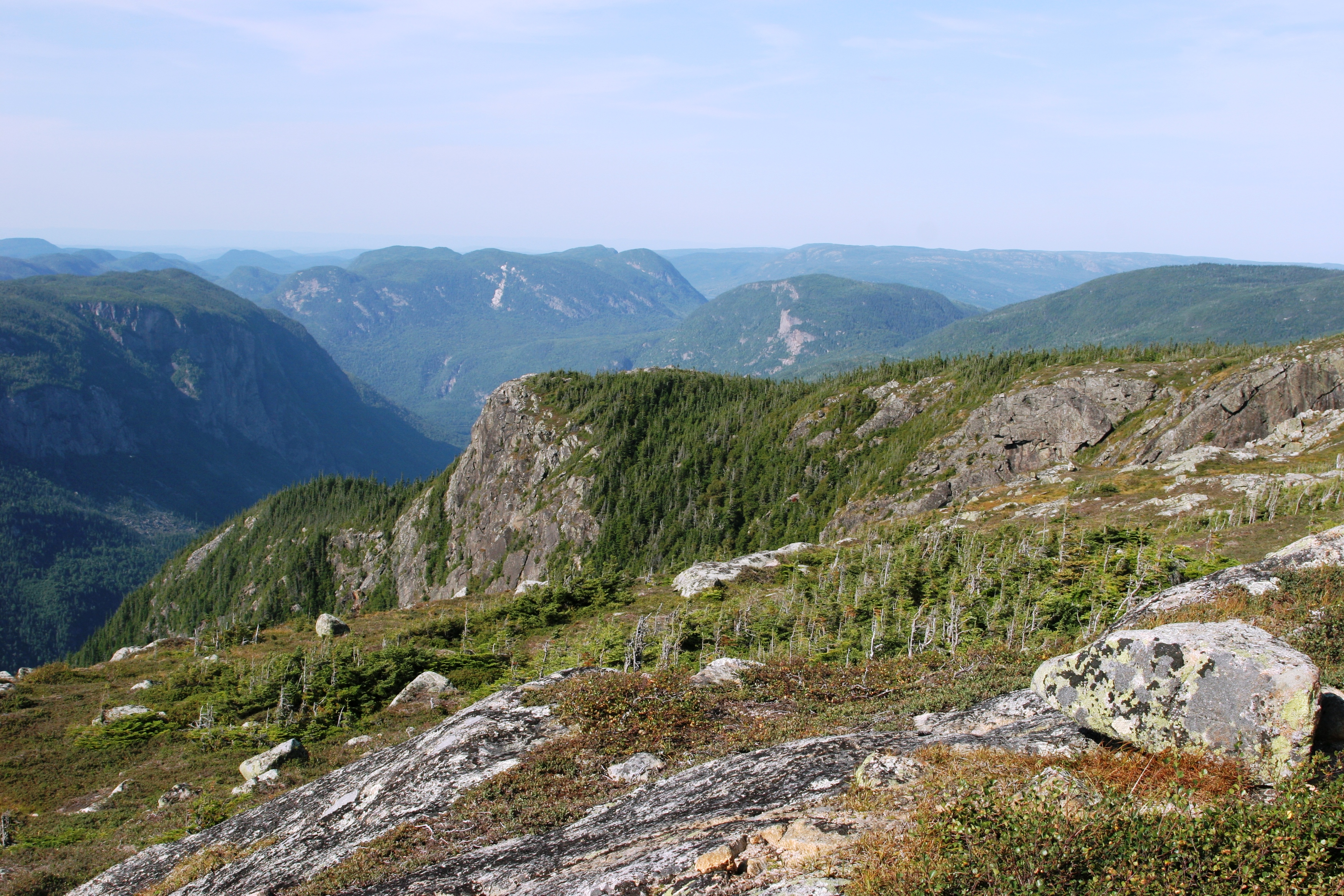
Paysage façconné par le retrait des glaciers dans le massif du Lac Jacques-Cartier

Il y a 8 000 ans, le Québec était libre de glaces, à l'exception des monts Torngat à la frontière septentrionale Québec-Labrador. Dans la vallée du Saint-Laurent, des vestiges appartenant à la culture planoenne ont été trouvés sur la côte gaspésienne, mais des gens de l'Archaïque ancien étaient également présents sur le sol québécois. Les Laurentiens habitaient le cours supérieur du fleuve et les Maritimiens se retrouvaient le long de l'estuaire.
À la fin de cette période, vers 1000 av. J.-C., des chasseurs de l'Archaïque bouclérien envahissaient la partie est du Bouclier canadien. Tandis que les Planoens chassaient principalement le caribou, les Amérindiens de l'Archaïque, beaucoup plus nombreux, diversifiaient leurs activités par l'exploitation des ressources animales et végétales disponibles. Ces derniers vivaient un nomadisme saisonnier en pratiquant la chasse, la pêche et la cueillette. En plus de tailler leurs outils dans la pierre, ces autochtones la polissaient et martelaient le cuivre natif importé du lac Supérieur. Dès cette époque, un vaste réseau d'échanges existait depuis le Labrador jusque dans la région des Grands lacs.

### L'Archaïque maritimien
Une culture maritime, en provenance du sud, s'épanouit sur les rives du golfe du Saint-Laurent, il y a 8 000 ans. Ils se déplacent avec des embarcations sur de longues distances et chassent les mammifères marins aussi gros que le morse. Les ressources alimentaires étaient principalement composées du phoque, de la baleine échouée, des poissons marins et anadromes, des oiseaux migrateurs et des grands cervidés (caribou, cerf et orignal). La plupart des outils étaient faits de pierre, de bois, d'andouillers et de dents de castors. Tous les clans familiaux édifiaient plusieurs types de maisons ou tentes, selon les dimensions requises, la saison, la durée du séjour et les matériaux disponibles.

### L'Archaïque laurentien

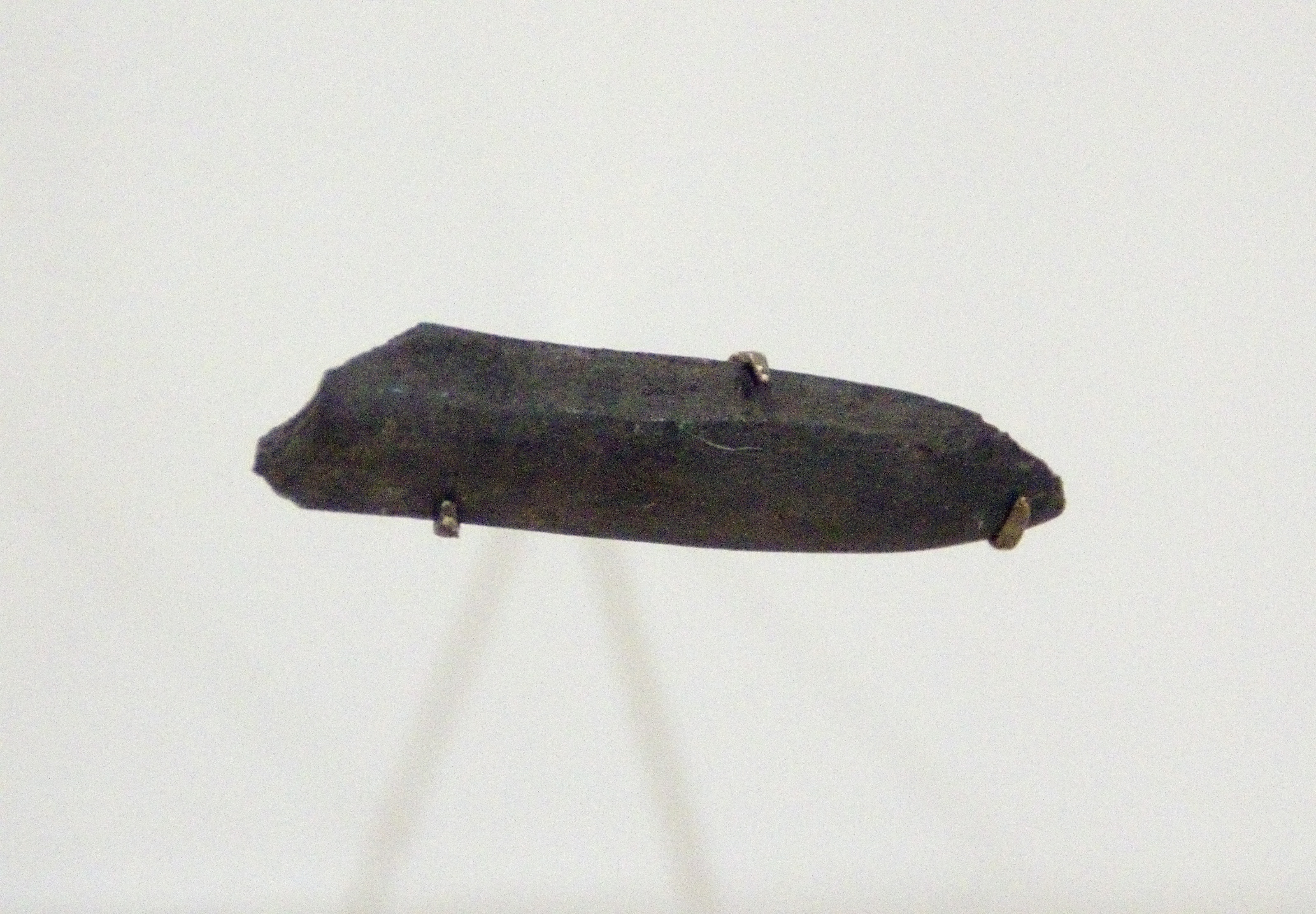
Pointe d'ardoise trouvée à Verdun (Montréal) datant de l'Archaïque laurentien (6500-4000 AA)

Dans la vallée du Saint-Laurent, les populations des Laurentiens chassent, pêchent et cueillent des fruits et des plantes. Leur subsistance dépend principalement du chevreuil, de l'orignal, de l'ours, du castor, du poisson, des oiseaux migrateurs et parfois, des mollusques. Les outils de pierre taillée ou polie sont des pointes de projectiles, des couteaux, des grattoirs, des gouges, des polissoirs, des forets, des poids de propulseur et des filets de pêche. Ils utilisaient aussi les os et le cuivre natif.
Vers la fin de cette période apparaissent des contenants en stéatite (pierre à savon), précurseurs de la poterie. Par contre, on ne possède aucune indication sur le type d'habitations utilisées : les fouilles archéologiques sont restées muettes sur le sujet jusqu'à maintenant. Par ailleurs, on peut supposer que des abris rudimentaires convenaient durant la saison estivale et des constructions plus résistantes étaient utilisées lorsque les familles gagnaient leur territoire de chasse pour y passer l'hiver.

### L'Archaïque bouclérien
On croit que cette culture est issue de la culture planoenne de l'ouest. Puis, ces populations se déplacèrent vers l'est et finirent par occuper tout le Bouclier canadien. Ils ont finalement atteint les basses terres de la baie d'Hudson et le Labrador, il y a 3 000 ans.
Sur ce territoire nordique parsemé de lacs et de rivières, ils possédaient sûrement de bons vêtements, des canots d'écorce et des raquettes à neige. Ils ont conservé ce mode de vie pendant des millénaires.
Pour vivre dans ces régions au climat rigoureux, les habitations consistaient en des structures semi-souterraines imposantes, dotées d'un corridor d'accès. On se nourrissait surtout de caribou et de poisson, mais  aussi d'ours, de lièvre et d'oiseaux migrateurs. Ils sont les ancêtres des Cris, des Algonquins et des Montagnais d'aujourd'hui (Peuples algonquiens).

## Le Sylvicole (de1000av. J.-C.à1500)
| Paléoindien (10500 à 6000 av. J.-C.) | Archaïque 6000 à 1000 av. J.-C.) | Sylvicole (-1000 à 1500) |
| ------------------------------------ | -------------------------------- | ------------------------ |

| Retrait de la Mer de Champlain | Peuplements nomades | Agriculture |

Au début du dernier millénaire av. J.-C., les Amérindiens de la  plaine laurentienne empruntent à des groupes du sud des innovations comme la poterie et la culture du maïs.
C'est le début de l'agriculture, et comme ce fut le cas au Moyen-Orient lors du Néolithique, il y a poussée démographique.
Malgré ces importants changements, la chasse, la pêche et la cueillette des fruits et des graines ne sont pas délaissées pour autant.
Les bandes iroquoiennes agricoles produisent une grande quantité de récipients en céramique pour l'entreposage et la cuisson des aliments.
Pour ce qui est des pratiques agricoles, le maïs qui a fait son apparition au Mexique il y a 3 500 ans arrive dans le Québec méridional.
Il est suivi par la culture des haricots, du tournesol et de la courge. Le tabac arrivera à la fin du XIVe siècle.

### La culture pointe-péninsulienne et meadowoodienne
Au début du Sylvicole, des populations en provenance des Grands Lacs établissent un réseau d'échanges commerciaux avec ceux de la région laurentienne. Les artisans de la culture pointe-péninsulienne travaillent le chert d'Onondaga pour en faire des objets taillés de forme triangulaire, prêts à devenir des pointes ou des couteaux. À la même période, une deuxième population se manifeste au Québec : les Meadowoodiens. Les sépultures saupoudrées d'ocre rouge constituent la principale caractéristique de cette culture. C'est aussi à cette époque que l'arc et la flèche arrivent et remplacent le propulseur.

### Les Iroquoiens du Saint-Laurent
Comme évoqué précédemment, l'intégration de l'horticulture et la culture du maïs entraina une explosion démographique qui déborda jusque dans la région de Stadaconé (la ville de Québec aujourd'hui).
Les villages iroquoiens étaient relativement éloignés du fleuve pour des raisons de sécurité. Ils pouvaient regrouper jusqu'à 40 maisons d'une longueur de 30 m chacune. Les populations pouvaient donc atteindre 2 000 personnes.
À l'arrivée des premiers explorateurs, ils cultivaient le maïs, le tournesol, les haricots et les courges. Par contre, à l'arrivée de Samuel de Champlain en 1608 en Nouvelle-France, les Iroquoiens du Saint-Laurent avaient possiblement disparu.
La rapide disparition de ce peuple semi-sédentaire est probablement due aux maladies véhiculées par les premiers colons européens.

### Les Algonquiens des Maritimes
L'arrivée de la poterie, vers 500 av. J.-C., nous conduit en ligne droite à la formation des Micmacs et des Malécites du Québec. C'est la fin de l'Archaïque et le début de la période sylvicole pour les peuples de la côte atlantique. La très vaste majorité des sites occupés par cette culture se retrouvent sur les côtes et sur les rives fluviales. Les deltas de rivières et les lagunes d'eau saumâtre se caractérisent par l'abondance d'oiseaux migrateurs, des mollusques et des crustacés. Le saumon et l'anguille appréciaient également ces écosystèmes.

### Les Algonquiens du Nord
Au Québec, les Cris, les Montagnais, les Naskapis, les Algonquins et les Attikameks font tous partie des populations algonquiennes du Nord. Ils occupaient la forêt boréale et la toundra forestière du Labrador jusqu'au nord-est de l'Ontario. Ils ont continué à utiliser la pierre taillée comme leurs prédécesseurs. Par contre, le faible usage de la poterie provient de mariages inter-bandes avec leurs voisins : les Bouclériens récents de l'Ouest et les Grands-Lacs-Saint-Laurentiens récents. Plus on s'aventure vers l'est, plus les restes de poterie semblent rares dans les sites archéologiques. L'habitat et la recherche de nourriture restent inchangés par rapport à la période précédente et le demeureront jusqu'à l'arrivée des Européens.